# Sanspareil

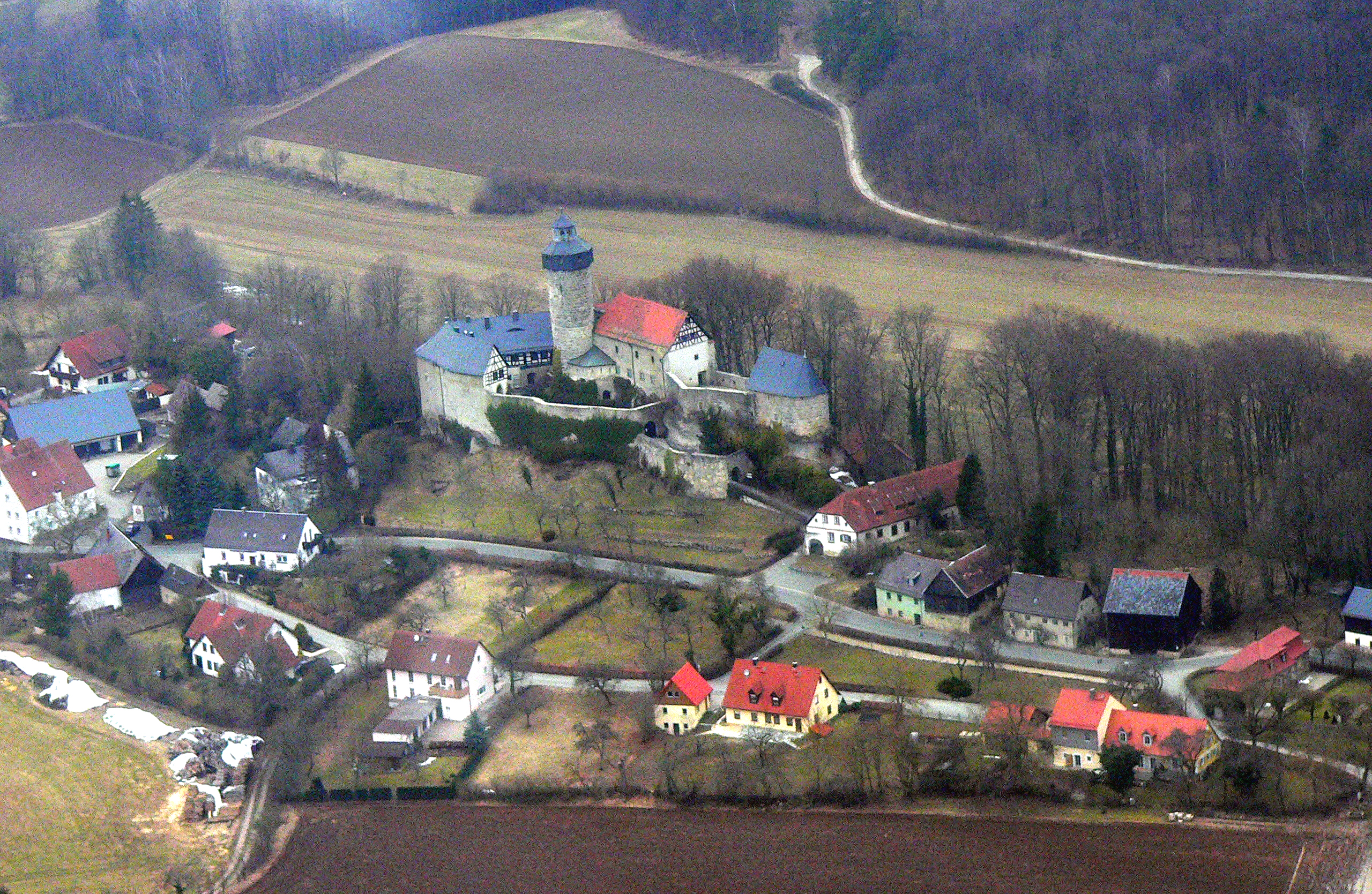
Sanspareil und die Burg Zwernitz von Süden

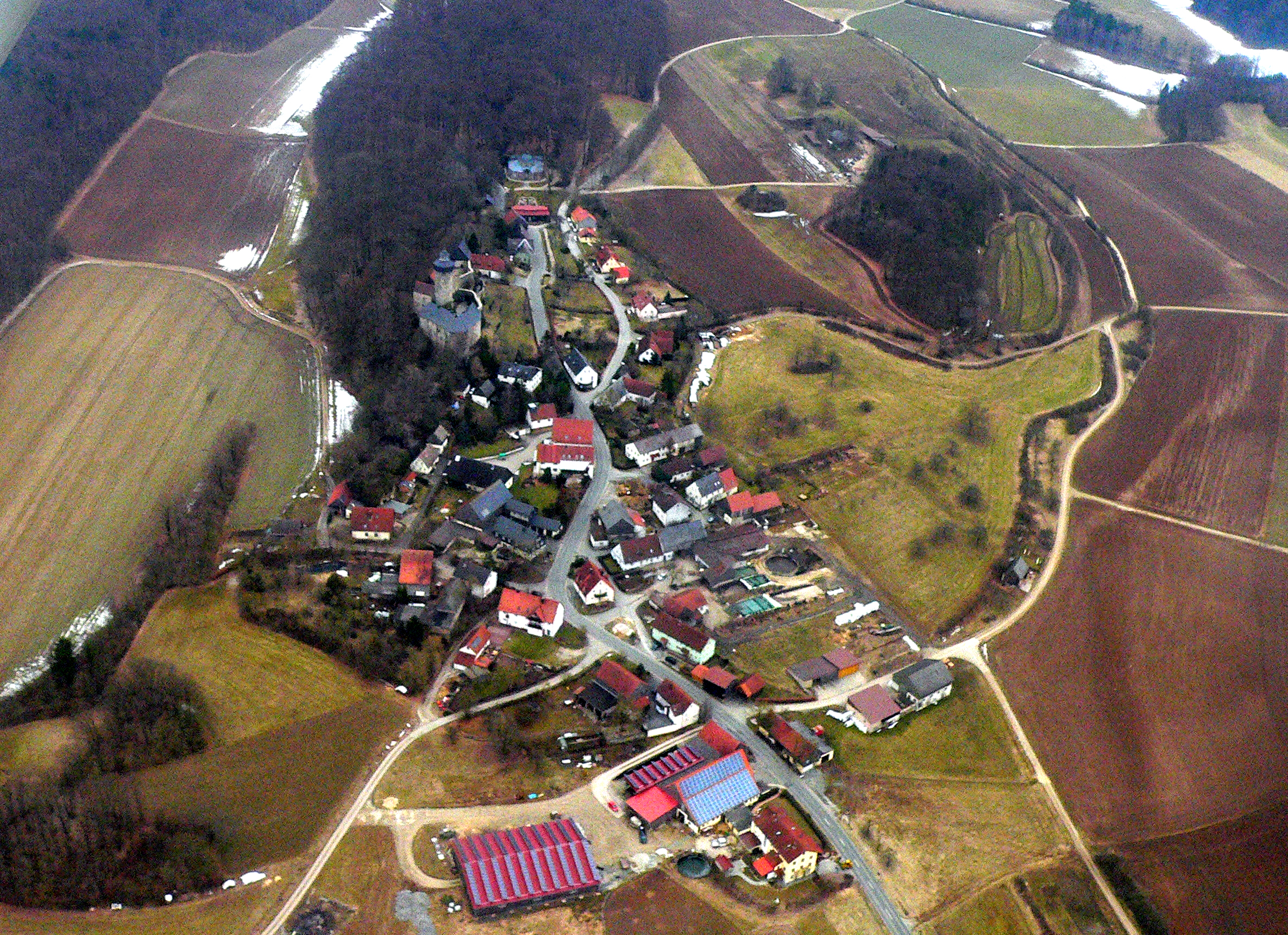
Luftbild von Westen

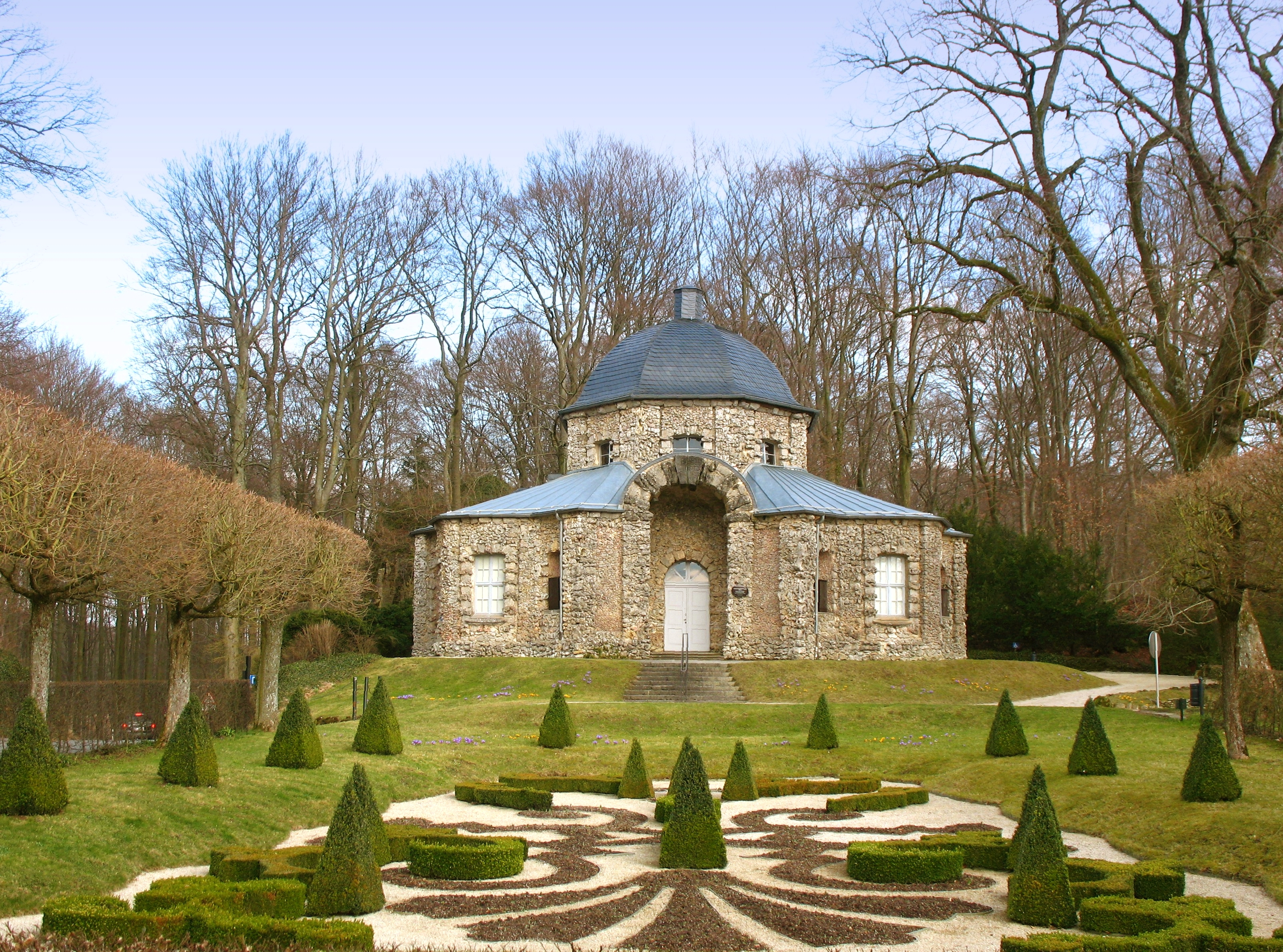
Morgenländischer Bau

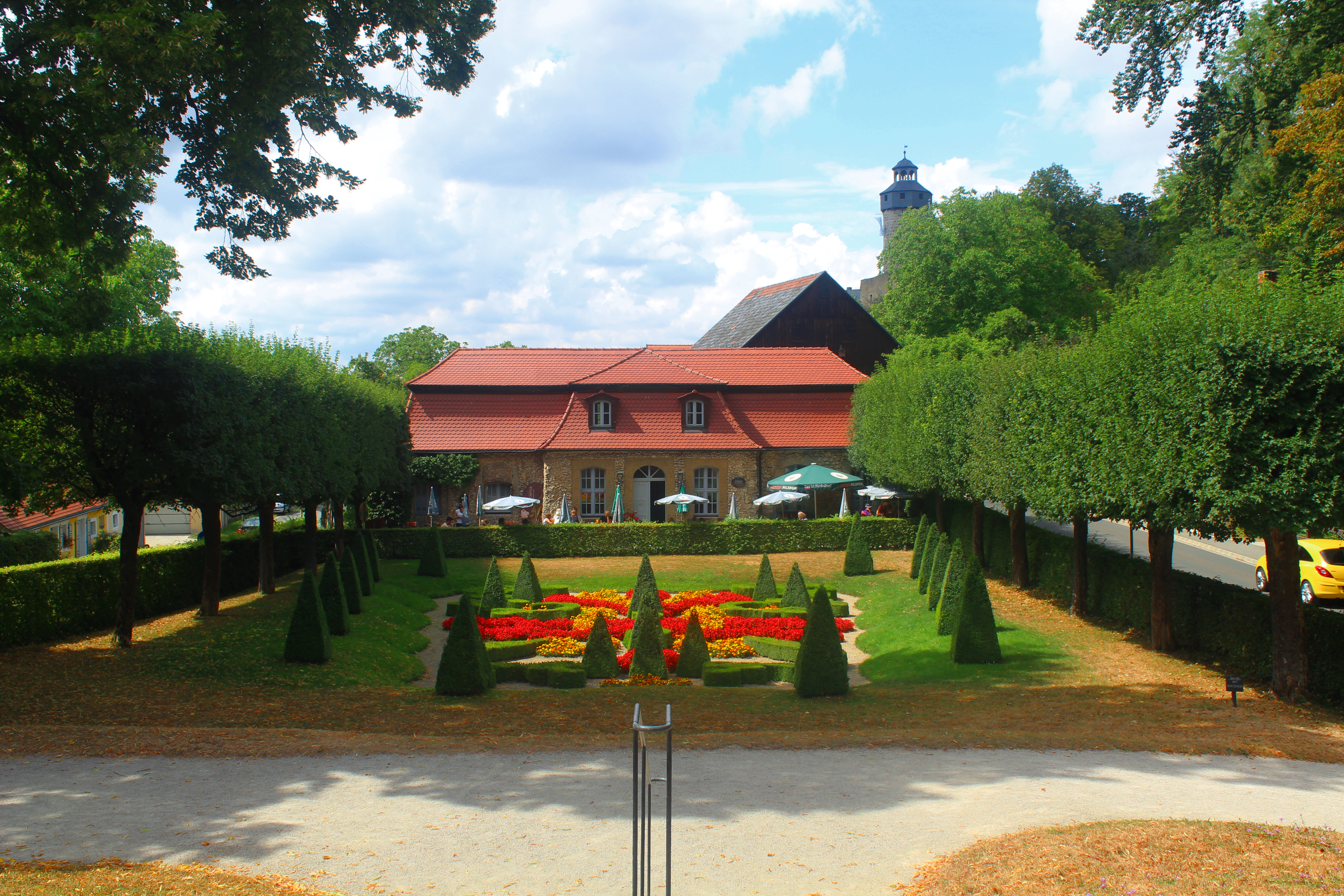
Blick vom Morgenländischen Bau auf den Küchentrakt

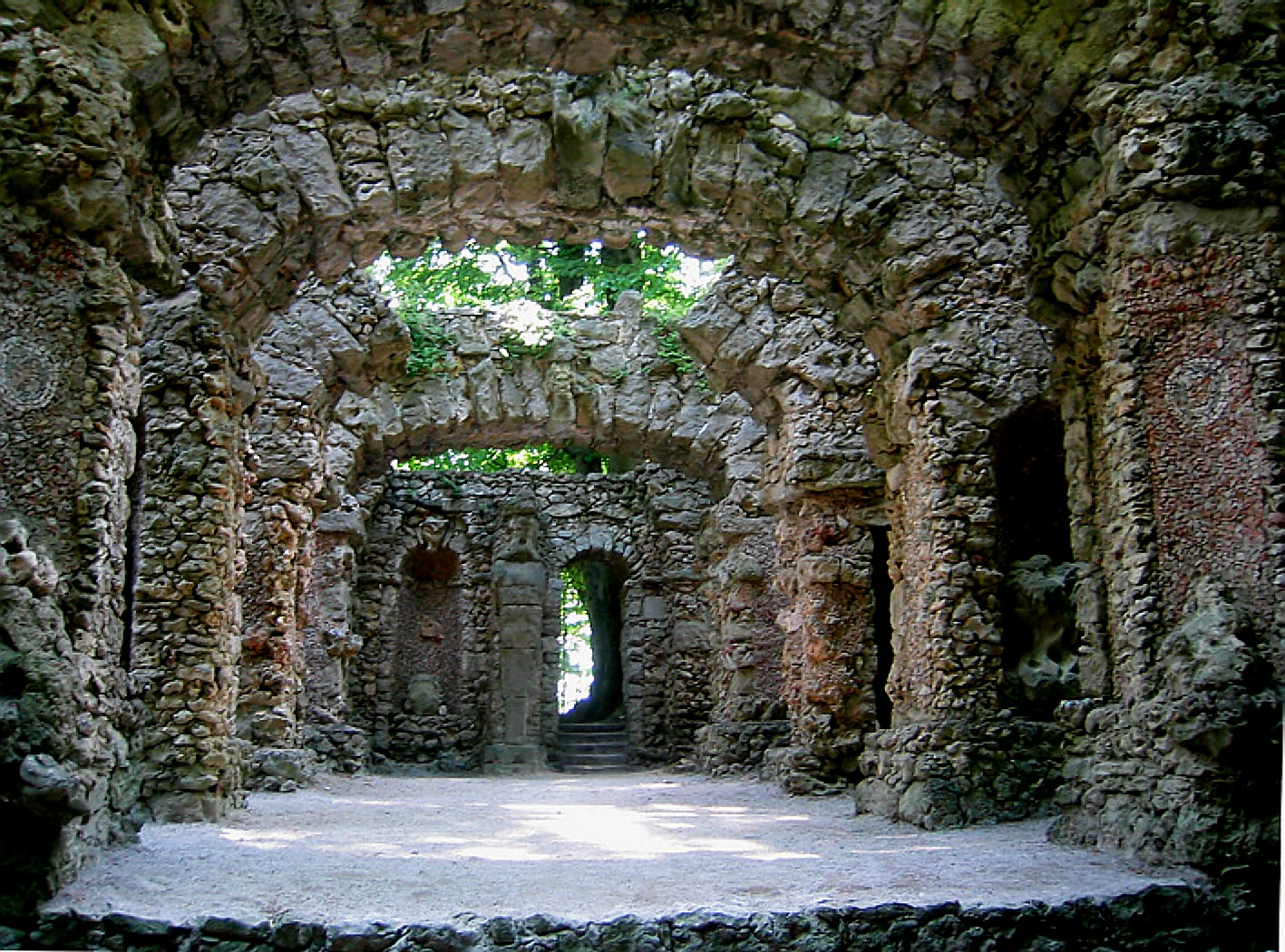
Ruinentheater

Sanspareil ([sɑ̃paˈʀɛj], oberfränkisch: Sambarell) ist ein Dorf in der Marktgemeinde Wonsees im oberfränkischen Landkreis Kulmbach in Bayern. Die Gemarkung Sanspareil hat eine Fläche von 16,240 km². Sie ist in 1945 Flurstücke aufgeteilt, die eine durchschnittliche Flurstücksfläche von 8349,52 m² haben. In ihr liegen neben dem namensgebenden Ort die Gemeindeteile Gelbsreuth, Großenhül und Kleinhül. Bekannt ist der Ort durch den Felsengarten Sanspareil unterhalb der mittelalterlichen Hohenzollernburg Zwernitz.

## Geographische Lage
Das Dorf Sanspareil mit der Burg Zwernitz liegt im Naturpark Fränkische Schweiz-Veldensteiner Forst und ist etwa 20 km von Bayreuth im Osten und 16 km von Kulmbach im Nordosten entfernt. Im Nordteil der Fränkischen Alb schmiegt es sich an einen schmalen Dolomitfelsen (ca. 470 bis 500 m ü. NN). Das Dorf ist von der nördlich gelegenen Anschlussstelle Schirradorf (Nr. 21) der Bundesautobahn 70 zu erreichen. Durch den Ort verläuft der Fränkische Marienweg.

## Geschichte
Anlegen ließ diesen Garten Markgräfin Wilhelmine von Bayreuth, die Schwester Friedrichs des Großen, im Jahre 1744. Als Architekten des Felsengartens werden Joseph Saint-Pierre und Giovanni Battista Pedrozzi genannt. Der Name des Parks geht auf den Ausruf einer Hofdame des Bayreuther Markgrafen zurück: „C’est sans pareil!“ (Dies ist ohnegleichen!). Markgräfin Wilhelmine beabsichtigte, dort damals übliche Wasserspiele anlegen zu lassen. Dies war jedoch angesichts der Lage mit damaligen Mitteln nicht machbar, so dass sich die Gesamtanlage nicht weiter ausbauen ließ. Das Interesse der Markgräfin ließ daher wesentlich nach. Ergänzt wurde der Garten von Markgraf Carl Alexander. Das Felsentheater wurde als römische Ruine gestaltet, eine natürliche Felsgrotte dient als Zuschauerraum.
In den nachfolgenden Jahrhunderten verfiel die Anlage. Die vielen Bauten verschwanden, da sie – vor allem im Park – nur aus Holz gefertigt waren, oder wurden auf Abbruch verkauft, um für eine Straße Platz zu schaffen. Gegenwärtig sind nur noch der Morgenländische Bau, das Felsentheater und der Küchenbau vorhanden. 1984 wurde das abgesenkte Parterre zwischen dem Morgenländischen Bau und dem Küchenbau nach einer Stichvorlage von 1748 rekonstruiert.
Mit dem Gemeindeedikt wurde Sanspareil dem 1811 gebildeten Steuerdistrikt Wonsees zugewiesen. Mit dem Zweiten Gemeindeedikt (1818) entstand die Ruralgemeinde Sanspareil, zu der Gelbsreuth, Großenhül und Kleinhül gehörten. Am 1. Juli 1972 wurde Sanspareil im Zuge der Gebietsreform in Bayern in den Markt Wonsees eingegliedert.

## Anlage

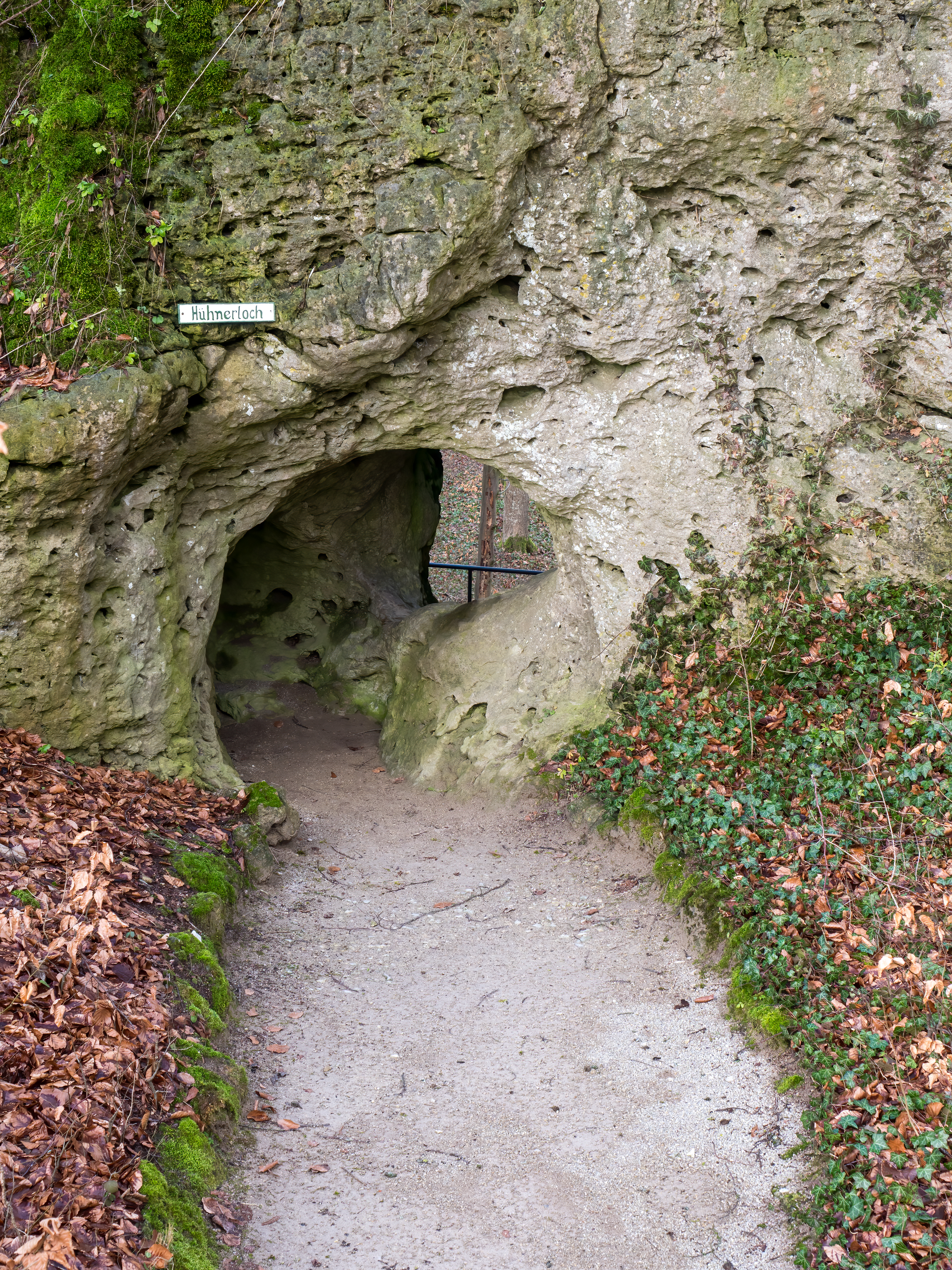
Hühnerloch im Felsengarten

Im Garten befinden sich eine große Anzahl bizarrer Felsgruppen, eine Grottenanlage, Architekturelemente und Skulpturen aus der griechischen Mythologie. Das markanteste Beispiel ist das Felsentheater in Form einer künstlichen Ruine, das noch bespielt wird, unter anderem von der Studiobühne Bayreuth. Das gesamte Ensemble sollte die Kulisse zu Szenen aus dem Roman Les Aventures de Télémaque, fils d’Ulysse (deutsch 1733 mit dem Titel: Die seltsamen Begebenheiten des Telemach) des Erzbischofs François Fénelon bilden. Ein ähnlicher Felsengarten ist die Eremitage (Arlesheim) in der Schweiz.
Im kleinen Innenhof des Morgenländischen Baus wächst ein Baum.

## Sonstiges
1808 und 1809 verübte Anna Margaretha Zwanziger in Sanspareil zwei Giftmorde.
Das Ensemble aus Park, Morgenländischem Bau und der mittelalterlichen Burg Zwernitz wurde von dem Unternehmen Briggs & Stratton im Sommer 2002 zum schönsten Park in Deutschland gekürt.